# Hohrod
Hohrod é uma comuna francesa na região administrativa de Grande Leste, no departamento Alto Reno. Estende-se por uma área de 5,53 km². Em 2010 a comuna tinha 384 habitantes (densidade: 69,4 hab./km²).